# Institut Franco-Català Transfronterer
L'Institut Franco-Català Transfronterer, (IFCT), també anomenat en francès Institut Franco-Catalan Transfrontalier, és un component de la Universitat de Perpinyà, equivalent a una facultat. Inclou el departament de català que imparteix els cursos dels diplomes d'estat (Llicenciatura d'Estudis Catalans, Màster de recerca en estudis catalans i Màster professional en qüestions transfrontereres), així com els Certificats de Llengua Catalana (CeLCat), diplomes d'universitat corresponents a les formacions en català dels estudiants d'altres carreres. La Llicenciatura d'Estudis Catalans (3 anys) és el sol diploma d'estat corresponent a una formació superior a la llengua catalana i als Països Catalans, en el sistema universitari francès.
L'IFCT té la seu a la Casa dels Països Catalans del campus perpinyanès. És administrat per un Consell que reuneix representants de les entitats i organismes ubicats als mateixos locals: Associació per a l'ensenyament del català (APLEC), delegació de l'IEC a Perpinyà, associació de l'UCE a Catalunya Nord, l'AFECT (Associació formativa de l'espai català transfronterer).